# Mevaseret Cijon
Mevaseret Cijon (hebrejsky מְבַשֶּׂרֶת צִיּוֹן‎, v oficiálním přepisu do angličtiny Mevasseret Ziyyon, přepisováno též Mevaseret Zion) je místní rada (malé město) v Izraeli, v Jeruzalémském distriktu. Starostou je Joram Šim'on.

## Geografie

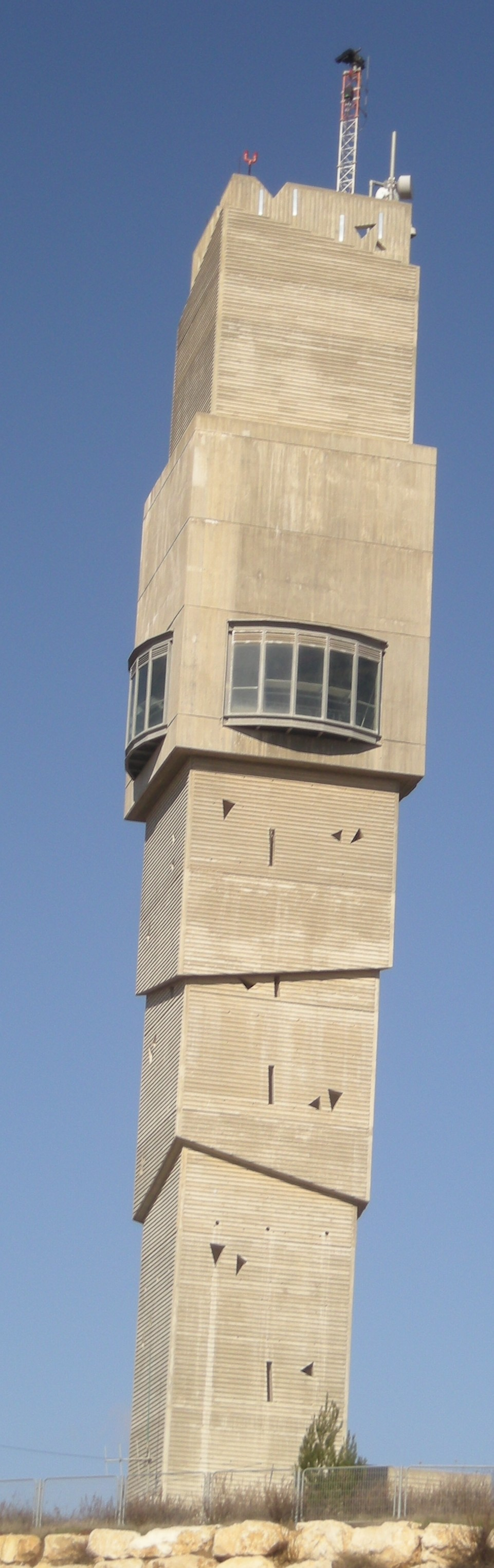
Vodní věž v Mevaseret Cijon

Leží v nadmořské výšce 735 metrů na svazích Judských hor. Samotné město je rozloženo v členitém terénu na několika místních pahorcích Har Šlomcijon, Har Ma'oz a Har Achiram. Členitá je vodní síť. Východně od města protéká v hlubokém údolí potok Sorek, do kterého odtud směřují vádí Nachal Arza, Nachal Chalilim a Nachal Navar. Od severu pak ještě Nachal Luz. Na jejich soutoku vytváří Sorek údolí Emek ha-Arazim. Prudce se terén svažuje i západně od města, kde je údolí vádí Nachal Ksalon. Na jihu od města se rozkládá zalesněná horská krajina s vrchem Har Cheret. K jihozápadu zde směřuje vádí Nachal Cuba.
Obec se nachází 45 kilometrů od břehu Středozemního moře, cca 47 kilometrů jihovýchodně od centra Tel Avivu a cca 8 kilometrů severozápadně od historického jádra Jeruzalému, do jehož aglomerace město spadá. Mevaseret Cijon obývají Židé, přičemž osídlení v tomto regionu je etnicky převážně židovské. Pouze 4 kilometry na západě leží město Abu Goš, které obývají izraelští Arabové. Obec je situována na Zelené linii, která odděluje Izrael v jeho mezinárodně uznávaných hranicích od území Západního břehu Jordánu. Počátkem 21. století byly některé přilehlé arabské (palestinské) oblasti Západního břehu od Izraele odděleny pomocí bezpečnostní bariéry.
Mevaseret Cijon je na dopravní síť napojen pomocí dálnice číslo 1 spojující Tel Aviv a Jeruzalém. V 2. dekádě 21. století byla pod obcí trasována nová vysokorychlostní železniční trať Tel Aviv – Jeruzalém, která tu ovšem probíhá v hlubokém a dlouhém tunelovém komplexu (tunel 3, s délkou 11,5 km nejdelší tunel v Izraeli) a na místní dopravní vztahy tak nemá vliv. Snahy vedení města Mevaseret Cijon a dalších obcí v Jeruzalémském koridoru o zřízení vlakové stanice nebyly vyslyšeny, protože trať zde prochází v mimořádně hlubokém tunelu a navíc v stálém stoupání.

## Dějiny
Mevaseret Cijon byl založen roku 1951. Jménem odkazuje na citát z Bible, z Knihy Izajáš 40,9: „Vystup si na horu vysokou, Sijóne, který neseš radostnou zvěst, co nejvíc zesil svůj hlas, Jeruzaléme, který neseš radostnou zvěst, zesil jej, neboj se! Řekni judským městům: „Hle, váš Bůh!“
Během války za nezávislost roku 1948 v této oblasti probíhaly těžké boje o strategickou výšinu Kastel se zříceninou křižácké pevnosti Kastel. Stávala tu do roku 1948 arabská vesnice al-Kastal, která pak, poté co Jeruzalémský koridor ovládla izraelská armáda, byla vysídlena. Dnes se tu rozkládá Národní park ha-Kastel.
Na místě opuštěného arabského osídlení vznikl po válce provizorní přistěhovalecký tábor Ma'abarat ha-Kastel, který byl roku 1951 proměněn na dvě trvalé židovské vesnice Ma'oz Cijon Alef a Ma'oz Cijon Bet. Ty byly roku 1964 sloučeny do jedné obce, která zároveň získala status místní rady (menšího města). Byla do ní začleněna i další dříve samostatná židovská zemědělská vesnice Mevaseret Jerušalajim (též známá jako Kolonija). Během 2. poloviny 20. století se město postupně stavebně propojilo s Jeruzalémem.

## Demografie
Podle údajů z roku 2005 tvořili naprostou většinu obyvatel v Mevaseret Cijon Židé - 89,2 % (včetně statistické kategorie „ostatní“, která zahrnuje nearabské obyvatele židovského původu ale bez formální příslušnosti k židovskému náboženství, 99,6 %).
Jde o větší obec městského typu s dlouhodobě stagnující populací. K 31. prosinci 2017 zde žilo 24 400 lidí.